# Слободниця
Слободниця (хорв. Slobodnica) — населений пункт у Хорватії, в Бродсько-Посавській жупанії у складі громади Сибинь.

## Населення
Населення за даними перепису 2011 року становило 1557 осіб.
Динаміка чисельності населення поселення:

## Клімат
Середня річна температура становить 11,20 °C, середня максимальна — 25,97 °C, а середня мінімальна — -6,39 °C. Середня річна кількість опадів — 784 мм.
| Клімат поселення                              | Клімат поселення | Клімат поселення | Клімат поселення | Клімат поселення | Клімат поселення | Клімат поселення | Клімат поселення | Клімат поселення | Клімат поселення | Клімат поселення | Клімат поселення | Клімат поселення | Клімат поселення |
| Показник                                      | Січ.             | Лют.             | Бер.             | Квіт.            | Трав.            | Черв.            | Лип.             | Серп.            | Вер.             | Жовт.            | Лист.            | Груд.            |                  |
| Середній максимум, °C                         | 6,15             | 8,54             | 13,14            | 17,75            | 22,92            | 25,97            | 25,86            | 25,07            | 21,06            | 15,72            | 9,87             | 5,75             |                  |
| Середня температура, °C                       | −0,1             | 2,27             | 6,88             | 11,49            | 16,66            | 19,72            | 21,56            | 20,77            | 16,77            | 11,41            | 5,59             | 1,46             |                  |
| Середній мінімум, °C                          | −6,39            | −4               | 0,61             | 5,21             | 10,39            | 13,45            | 17,25            | 16,47            | 12,45            | 7,11             | 1,27             | −2,86            |                  |
| Норма опадів, мм                              | 50               | 52               | 47               | 56               | 73               | 99               | 67               | 61               | 54               | 75               | 83               | 67               |                  |
| Середньомісячна швидкість вітру, м/с          | 1.70             | 1.99             | 2.30             | 2.20             | 2.00             | 1.87             | 1.80             | 1.66             | 1.60             | 1.60             | 1.70             | 1.78             |                  |
| Середньомісячна сонячна радіація, кДж/м²·день | 4261             | 6965             | 10902            | 15339            | 19167            | 21126            | 22258            | 20609            | 14996            | 9118             | 4827             | 3575             |                  |
| --------------------------------------------- | ---------------- | ---------------- | ---------------- | ---------------- | ---------------- | ---------------- | ---------------- | ---------------- | ---------------- | ---------------- | ---------------- | ---------------- | ---------------- |
| Джерело:                                      |                  |                  |                  |                  |                  |                  |                  |                  |                  |                  |                  |                  |                  |

## Уродженці
- Павло Миськів (1911—1984) — український церковний діяч, священик-василіянин, проповідник, педагог, протоархимандрит Василіянського Чину святого Йосафата (1953―1963).